# Крокетт (округ, Теннесси)
Округ Крокетт (англ. Crockett County) располагается в штате Теннесси, США. Официально образован в 1871 году. По состоянию на 2010 год, численность населения составляла 14 586 человек.

## География
По данным Бюро переписи США, общая площадь округа равняется 688,941 км2, из которых 688,941 км2 — суша, и 0,518 км2, или 0,100 % — это водоёмы.

## Население
По данным переписи населения 2000 года в округе проживает 14 532 жителя в составе 5632 домашних хозяйств и 4 066 семей. Плотность населения составляет 21,00 человек на км2. На территории округа насчитывается 6 138 жилых строений, при плотности застройки около 9,00-ти строений на км2. Расовый состав населения: белые — 81,96 %, афроамериканцы — 14,37 %, коренные американцы (индейцы) — 0,20 %, азиаты — 0,06 %, гавайцы — 0,00 %, представители других рас — 2,79 %, представители двух или более рас — 0,63 %. Испаноязычные составляли 5,46 % населения независимо от расы.
В составе 32,70 % из общего числа домашних хозяйств проживают дети в возрасте до 18 лет, 56,40 % домашних хозяйств представляют собой супружеские пары, проживающие вместе, 11,80 % домашних хозяйств представляют собой одиноких женщин без супруга, 27,80 % домашних хозяйств не имеют отношения к семьям, 25,30 % домашних хозяйств состоят из одного человека, 11,50 % домашних хозяйств состоят из престарелых (65 лет и старше), проживающих в одиночестве. Средний размер домашнего хозяйства составляет 2,53 человека, и средний размер семьи — 3,01 человека.
Возрастной состав округа: 25,10 % — моложе 18 лет, 8,10 % — от 18 до 24, 28,30 % — от 25 до 44, 22,70 % — от 45 до 64, и 22,70 % — от 65 и старше. Средний возраст жителя округа — 37 лет. На каждые 100 женщин приходится 93,30 мужчин. На каждые 100 женщин старше 18 лет приходится 90,70 мужчин.
Средний доход на домохозяйство в округе составлял 30 015 USD, на семью — 36 713 USD. Среднестатистический заработок мужчины был 27 436 USD против 21 073 USD для женщины. Доход на душу населения составлял 14 600 USD. Около 13,20 % семей и 16,90 % общего населения находились ниже черты бедности, в том числе — 19,50 % молодежи (тех, кому ещё не исполнилось 18 лет) и 17,90 % тех, кому было уже больше 65 лет.